# Grochowiec (góra)
Grochowiec (niem Groch Berg) – wzgórze o wysokości 425 m n.p.m. w południowo-zachodniej Polsce, w Obniżeniu Otmuchowskim. Pod względem administracyjnym położone w woj. dolnośląskim, w pow. ząbkowickim.

## Położenie
Wzgórze położone jest na Przedgórzu Sudeckim, w południowo-zachodniej części Obniżenia Otmuchowskiego, w Masywie Brzeźnicy, około 3 km na południowy zachód od Ząbkowic Śląskich.

## Charakterystyka
Wzgórze jest położone we wschodniej części Masywu Brzeźnicy. Na południu łączy się z górą Stróżnik, a od zachodu ze wzniesieniem Brzeźnica.

## Budowa geologiczna
Grochowiec zbudowany jest z serpentynitów tworzących masyw serpentynitowy Braszowic, natomiast na południowo-wschodnich stokach wzniesienia występują granodioryty, nazywane dawniej sjenitami.

## Dawne górnictwo
Wzniesienie stanowi stary rejon górniczy, w którym od XIX wieku wydobywano magnezyt. Istniały tu trzy kopalnie magnezytu. Po II wojnie światowej, na przełomie lat 40 i 50 XX wieku w wznowiono roboty związane z udostępnieniem złoża magnezytu, jednak ostatecznie zrezygnowano z dalszej eksploatacji a kopalnię zamknięto.

## Szata roślinna
Wierzchołek i wyższe partie zboczy porastają lasy mieszane, tereny poniżej zajęte są przez użytki rolne.

## Historia
Na wschodnich zboczach znajdują się pozostałości fortów bliżej niokreślonego wieku – z czasów wojny trzydziestoletniej, wojen śląskich lub z epoki napoleońskiej.